# Hugues III de Champallement
Hugues de Champallement, mort le 23 novembre 1091 à Nevers, est un prélat français du XIe siècle. Il est neveu de Hugues de Champallement, le Grand, évêque de Nevers.

## Biographie
Hugues est prévôt d'Auxerre et doyen de Nevers. Il est élu évêque de Nevers en 1074. En 1075, il érige en paroisse l'église de Saint-Arigle et la donne aux chanoines de sa cathédrale. En 1080, il assiste au concile présidé à Meaux par le légat Hugues de Die.
En 1089, Hugues fait une société de prières avec les religieux de Perrecy, à qui il donne une terre située au village de Poilly en Autunois.
Il fonde à Lurcy-le-Bourg sous le vocable de Saint-Germain, un monastère qui est depuis converti en prieuré à la collation de l'abbé de Cluny. Hugues abdique en 1091 pour prendre l'habit religieux au prieuré Saint-Étienne de Nevers, où il meurt la  même année.